# Rhabdocaulon
Rhabdocaulon é um gênero botânico da família Lamiaceae.

## Espécies
- Rhabdocaulon coccineum
- Rhabdocaulon denudatum
- Rhabdocaulon erythrostachys
- Rhabdocaulon gracile
- Rhabdocaulon lavanduloides
- Rhabdocaulon stenodontum
- Rhabdocaulon strictum